# Rhytipterna immunda
A Rhytipterna immunda a madarak (Aves) osztályának verébalakúak (Passeriformes) rendjébe, ezen belül a nektármadárfélék (Nectariniidae) családjába tartozó faj.

## Rendszerezése
A fajt Philip Lutley Sclater és Osbert Salvin írták le 1873-ban, a Lipaugus nembe Lipaugus immundus néven.

## Előfordulása
Dél-Amerikában, Brazília, Francia Guyana, Kolumbia, Suriname és Venezuela területén honos. Természetes élőhelyei a szubtrópusi vagy trópusi mocsári erdők, szavannák és cserjések. Állandó, nem vonuló faj.

## Megjelenése
Testhossza 19 centiméter.

## Természetvédelmi helyzete
Az elterjedési területe nagyon nagy, egyedszáma pedig stabil. A Természetvédelmi Világszövetség Vörös listáján nem fenyegetett fajként szerepel.